# ガンモ (曲)
「ガンモ」（Gummo）は、アメリカ合衆国のラッパー、6ix9ineの楽曲。

## 解説
2分半程度の曲だが、歌詞は非常に攻撃的であり、「(6ix9ineのしゃがれたボーカリングのせいで)27回は繰り返される放送禁止用語以外は何も聞こえない」と評されている。また、歌詞の中にはドラッグや銃などギャングスタ・ラップの影響を受けたような単語や、「この女はフェラ専用だ」など、女性を性的に軽んじる表現も使用されている。
トラックはピエール・ボーンにより制作されたものだが、これは当時6ix9ineと親交があったトリッピー・レッドに提供されたトラックを、6ix9ineがトリッピー・レッドよりボーンの許可もなく譲り受けたものであり、ボーンはこのことや6ix9ineが少女と性的関係を持っていたことに激怒し、トリッピー・レッドに楽曲を提供することを今後しないとした。また、ボーンの弁護士はのちにこの楽曲のプロデューサーとしてボーンの名前をクレジットさせないようにしている
。

## チャート
| チャート (2017–18)                               | Peak position |
| ------------------------------------------------ | ------------- |
| カナダ (Canadian Hot 100)                        | 32            |
| スロバキア (Singles Digitál Top 100)             | 72            |
| アメリカ合衆国 Billboard Hot 100                 | 12            |
| アメリカ合衆国 Hot R&B/Hip-Hop Songs (Billboard) | 5             |

| Chart (2018)                                     | Position |
| ------------------------------------------------ | -------- |
| カナダ (Canadian Hot 100)                        | 98       |
| アメリカ合衆国 Billboard Hot 100                 | 56       |
| アメリカ合衆国 Hot R&B/Hip-Hop Songs (Billboard) | 30       |